# Гарин, Юрий Александрович
Ю́рий Алекса́ндрович Га́рин (9 августа 1958) — советский и российский футболист, защитник.

## Карьера
С 1981 по 1982 год играл за халкабадский «Сохибкор». Сезон 1986 года провёл в нововоронежском «Атоме», в 31 матче забил 3 гола. С 1988 по 1991 год выступал за брянское «Динамо», в 132 встречах первенства забил 29 мячей, и ещё 1 поединок провёл в Кубке СССР.
В 1992 году выступал за АПК, сыграл 18 матчей и забил 2 гола в первенстве, и ещё принял участие в 1 поединке Кубка России. В 1993 году перешёл в самарские «Крылья Советов», в составе которых дебютировал в высшей лиге, где провёл 20 встреч.
С 1994 по 1995 год защищал цвета «Кубани», в 29 матчах первенства забил 3 мяча, и ещё 3 встречи сыграл в Кубке. С 1996 по 1997 год снова выступал за брянское «Динамо», провёл 48 матчей и забил 2 гола в первенстве, сыграл в 5 поединках Кубка России.